# Vrcov
Vrcov je vesnice, část města Borovany v okrese České Budějovice v Jihočeském kraji. Nachází se asi 2,5 kilometru severovýchodně od Borovan. Vesnicí protéká Vrcovský potok. Vesnicí prochází silnice II/155.

## Historie
První písemná zmínka o vesnici pochází z roku 1396.

## Obyvatelstvo
| Rok            | 1869 | 1880 | 1890 | 1900 | 1910 | 1921 | 1930 | 1950 | 1961 | 1970 | 1980 | 1991 | 2001 | 2011 | 2021 |
| -------------- | ---- | ---- | ---- | ---- | ---- | ---- | ---- | ---- | ---- | ---- | ---- | ---- | ---- | ---- | ---- |
| Počet obyvatel | 342  | 357  | 314  | 314  | 347  | 388  | 412  | 334  | 311  | 264  | 155  | 112  | 136  | 144  | 184  |
| Počet domů     | 54   | 58   | 58   | 58   | 62   | 70   | 83   | 86   | 72   | 69   | 58   | 71   | 77   | 81   | 87   |

## Obecní správa
Při sčítání lidu v letech 1850–1913 Vrcov byl osadou obce Hluboká u Borovan v okrese Budějovice. V letech 1914–1943 byl samostatnou obcí v okrese České Budějovice. Od 1. dubna 1943 do 31. července 1945 byla osadou města Borovany, ale od 1. srpna 1945 do 31. prosince 1962 byl uváděn znovu jako obec, se kterým patřil nejprve do okresu České Budějovice, ale v roce 1950 v okrese Trhové Sviny a od roku 1960 opět v okrese České Budějovice. Od 1. ledna 1963 je opět částí města Borovany v okrese České Budějovice.

## Pamětihodnosti
- Tři mohylníky
- Kaplička

## Fotogalerie

Vrcov
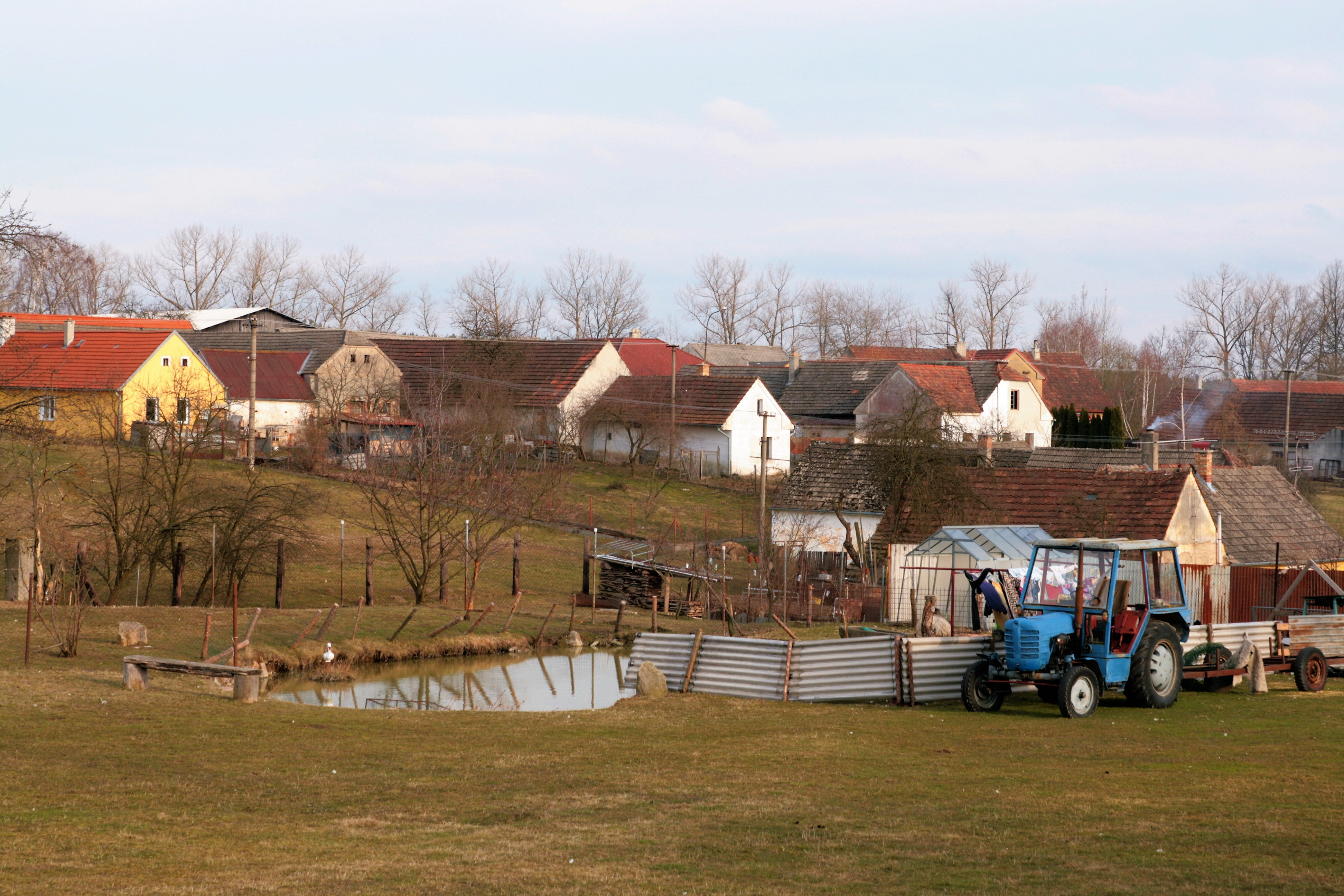
Pohled na vesnici
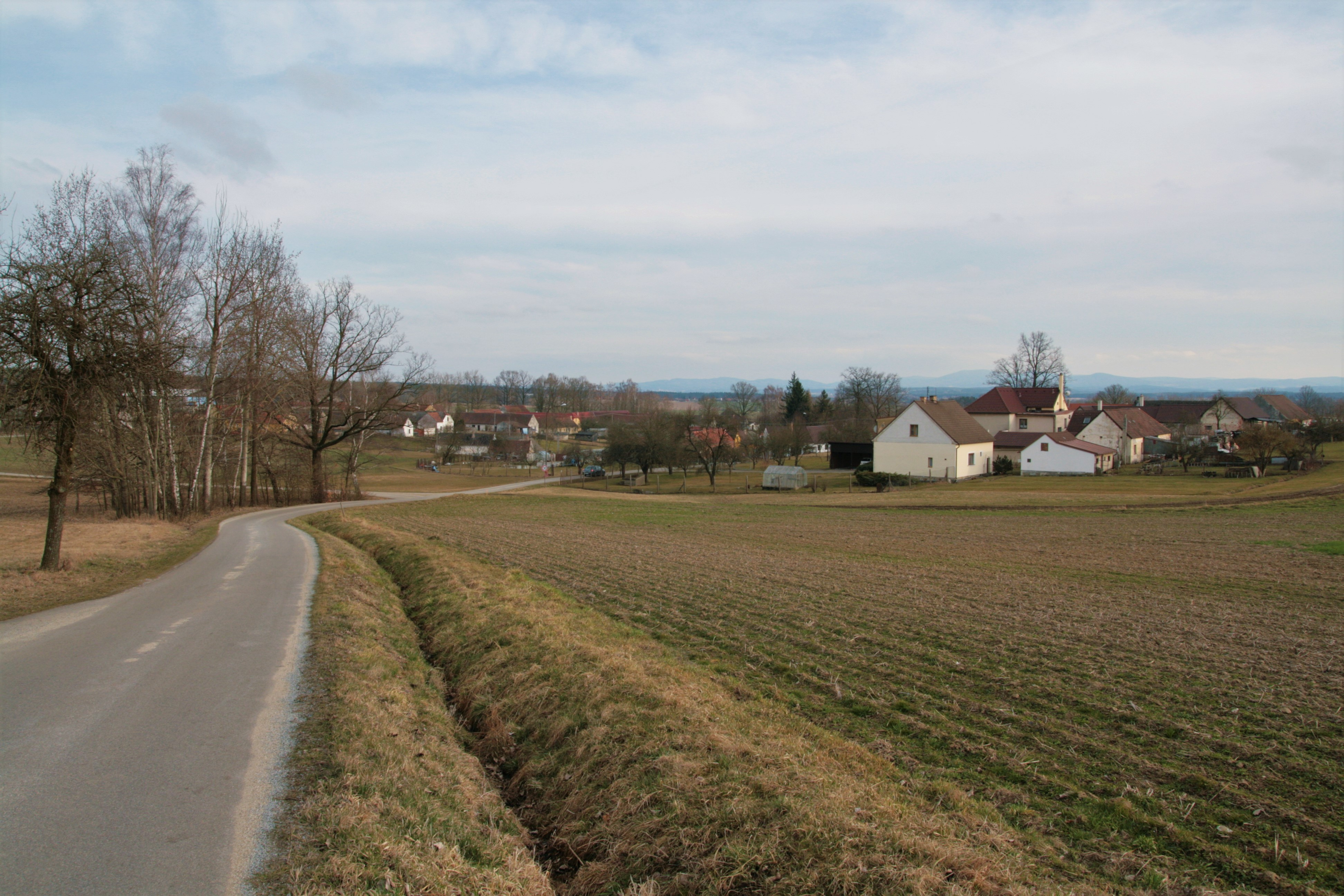
Pohled ze silnice od severu
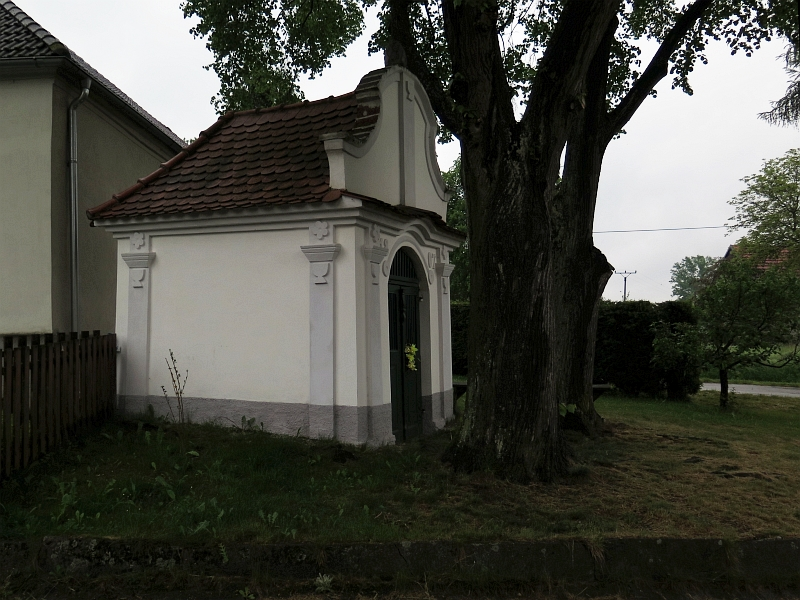
Kaplička
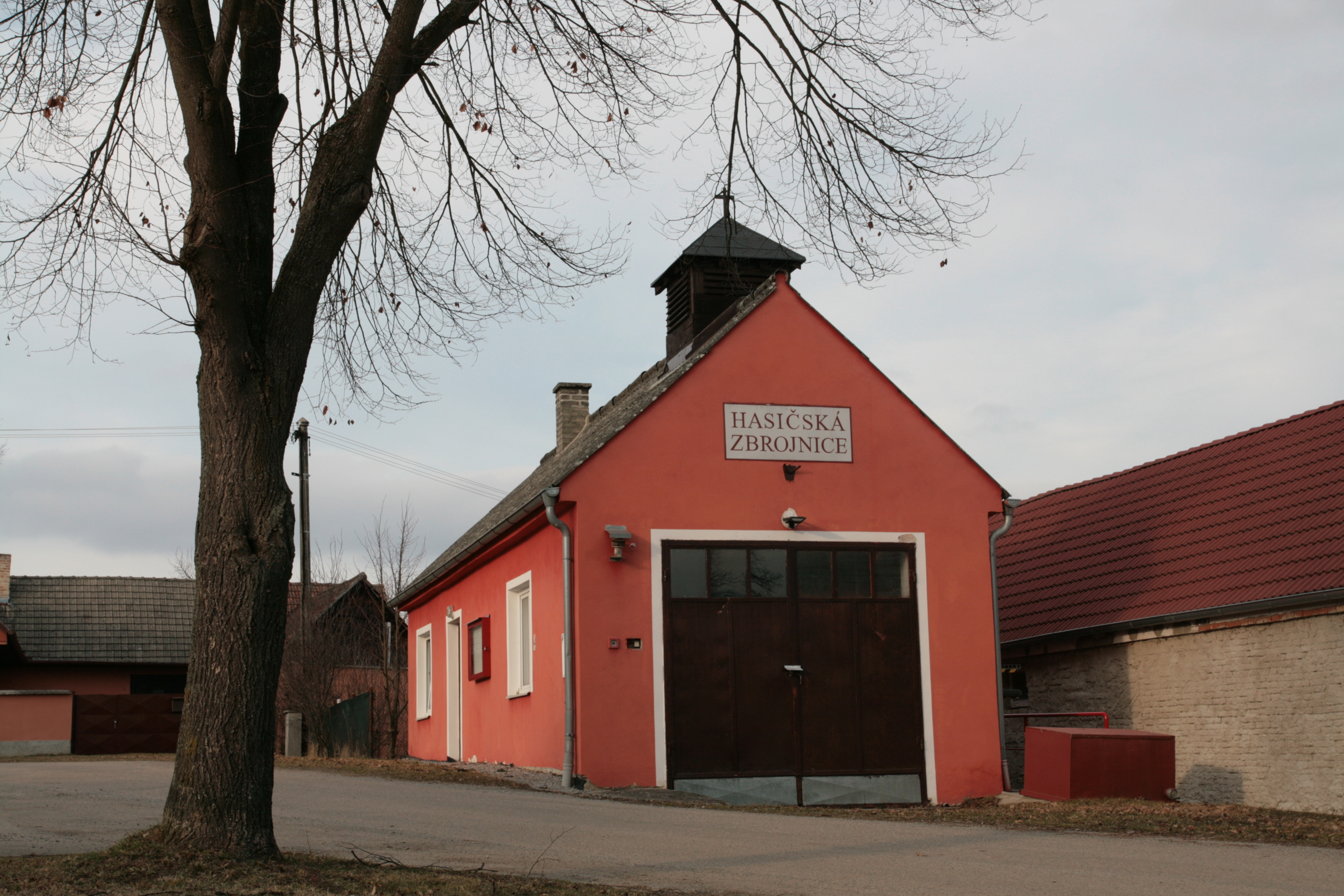
Hasičská zbrojnice